# Le Conte d'Ayyûb le Marchand, de son fils Ghânim et de sa fille Fitna

Le Conte d’Ayyûb le Marchand, de son fils Ghânim et de sa fille Fitna est un récit du recueil Les Mille et Une Nuits. Il s'étend des nuits 38 à 45.

## Histoire
Un riche marchand du nom d'Ayyûb avait un fils appelé Ghânim (en arabe : « riche ») et une fille appelée Fitna (en arabe : « dispute »). À sa mort, il leur laissa tous ses biens. En découvrant que son père avait l'intention de gagner Bagdad pour y vendre ses marchandises, Ghânim décida de continuer dans la même voie que son père et devenir marchand à son tour.[pas clair] Tout se passait pour le mieux pour Ghânim.
Un jour, il se rendit à l'enterrement d'un autre marchand qui venait de mourir. Cependant, quand il voulut revenir dans la ville le soir venu, il en trouva la porte fermée. Il dut donc passer la nuit dans le cimetière. Bientôt, il entendit trois hommes approcher et décida de se cacher, craignant avoir affaire à des bandits.
Les trois hommes se révélèrent être des eunuques qui portaient un coffre. Après avoir parlé entre eux, ils enterrèrent le coffre et s'en allèrent. Ghânim, curieux, voulut savoir ce qu'il y avait dans le coffre et le déterra. Il y trouva une jeune femme qui dormait, droguée. Lorsqu'elle eut repris ses esprits, il lui offrit de venir habiter avec lui pour la protéger de ses ennemis.
Au fil du temps, Ghânim devint amoureux de la jeune femme qui, de son côté, refusait toujours de lui dire qui elle était. Une nuit qu'il n'en pouvait plus de rester dans l'ignorance, il insista tant auprès d'elle qu'elle lui révéla son identité. Son nom était Qût al-Qulûb (arabe : « nourriture des cœurs »), elle était la favorite du souverain et elle avait été enlevée sur ordre de la femme de ce dernier qui était jalouse. Après avoir appris cela, Ghânim pris ses distances avec la jeune fille par respect pour son roi.
Néanmoins, de son côté, Qût al-Qulûb avait développé une grande affection pour Ghânim et voulut rester avec lui. Finalement, ce fut le schéma contraire qui se produisit, Qût al-Qulûb devint profondément amoureuse de Ghânim et lui se refusait à elle par respect pour son souverain.
Un jour, l'histoire finit par se savoir et des rumeurs parvinrent aux oreilles du calife. Celui-ci ne connaissant pas tous les détails de l'histoire, dépêcha ses soldats chez Ghânim pour récupérer sa concubine. Ghânim prit peur et s'enfuit de chez lui. N'ayant plus de quoi subsister et ayant perdu son amoureuse, le fugitif se laissa aller dans la misère. De son côté, prenant la fuite du jeune homme pour un aveu, le calife, furieux, fit persécuter la mère et la sœur de Ghânim.
Le temps passa et un jour, Qût al-Qulûb obtint du calife qu'il lui accordât un vœu. Elle lui apprit donc que son désir le plus cher était de revoir Ghânim et d'être à lui. Le calife accomplit son souhait et, après de longues recherches, retrouva Ghânim. 
Les amoureux se marièrent dans le plus grand bonheur et la mère et la sœur de Ghânim furent réhabilitées.